# Elena Pedemonte
Elena Pedemonte (Sanremo, 30 maggio 1952) è un'attrice e conduttrice radiofonica italiana.

## Biografia
Dopo aver partecipato nel 1968 alle selezioni di Miss Mondo Teen Ager, inizia l'attività giovanissima come conduttrice radiofonica a Radio Monte Carlo nel 1969, con lo pseudonimo Aky; passa poi al cinema nel decennio successivo. È conosciuta soprattutto per aver interpretato nel 1970 il ruolo di Giuditta nel film Lo chiamavano Trinità...; partecipa inoltre alla pellicola: Il presidente del Borgorosso Football Club di Luigi Filippo D'Amico, interpretando la moglie del calciatore Guardavaccaro, e a Wanted Sabata di Roberto Mauri. Nel 1998 le cronache si occupano di lei, in quanto denuncia un tentativo di truffa subito da suo padre, Alberto Pedemonte, da parte di una cartomante sanremese.